# Wohn- und Geschäftshaus Hauptstraße 18 (Laage)

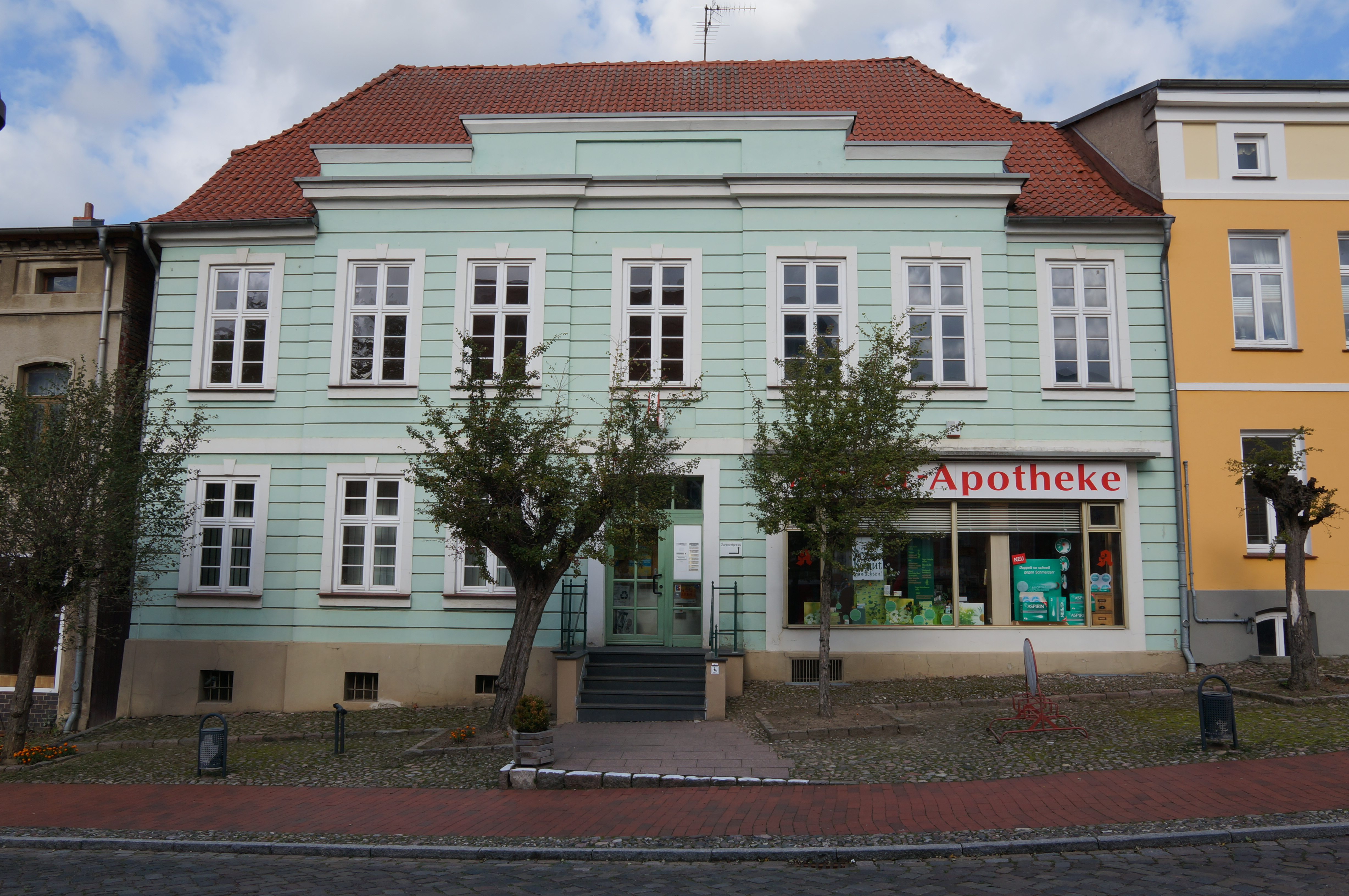
Foto der Gebäude Front (2014)

Das Wohn- und Geschäftshaus Hauptstraße 18 in Laage stammt aus dem 19. Jahrhundert. Seit 2015 ist hier u. a. die Stadtbibliothek Laage.
Das Gebäude steht unter Denkmalschutz.

## Geschichte
Das 1216 erstmals erwähnte Dorf Laage im Landkreis Rostock in Mecklenburg-Vorpommern hat 6469 Einwohner (2019).
Das zweigeschossige verputzte Haus mit dem auffälligen Gesims, der horizontalen Putzgliederung und einem Krüppelwalmdach wurde am Ende des 19. Jahrhunderts gebaut. Bis 2015 war hier die Markt-Apotheke. Seit 2015 ist hier die Stadtbibliothek mit über 8000 Büchern untergebracht. Es wurde im Rahmen der Städtebauförderung in den 1990er Jahren saniert.